# فرودگاه گایگلو
فرودگاه گایگلو (به انگلیسی: Guiglo Airport) یک فرودگاه با کد یاتا GGO است . این فرودگاه در کشور ساحل عاج قرار دارد .